# Zvenigorod
Zvenigorod (em russo: Звени́город) é uma cidade da Rússia situada no óblast de Moscou. Localiza-se na margem esquerda do Rio Moscou, à 43 km ao noroeste da cidade de Moscou, e tem uma população de cerca de 16.395 habitantes (2010).